# Tauschia parishii
Tauschia parishii là một loài thực vật có hoa trong họ Hoa tán. Loài này được (J.M. Coult. & Rose) J.F. Macbr. miêu tả khoa học đầu tiên năm 1918.